# Ludvík Svoboda
Ludvík Svoboda (25 de novembre de 1895 - 20 de setembre de 1979) va ser un militar i polític txecoslovac que va lluitar en les dues guerres mundials. President de Txecoslovàquia durant els temps de la Primavera de Praga va romandre en el càrrec després de la caiguda del Secretari general del Partit Comunista de Txecoslovàquia, Alexander Dubček.